# Michel Deckmann
Michel Deckmann (* 27. Dezember 1996 in Husum) ist ein deutscher Politiker (CDU) und seit 2022 Mitglied im Schleswig-Holsteinischen Landtag.

## Leben und Beruf
Deckmann machte 2013 seinen Realschulabschluss an der Ferdinand-Tönnies-Schule in Husum. Danach absolvierte er bis 2016 eine Ausbildung zum Bankkaufmann bei der Commerzbank. 2016 war er als Kundenberater bei der Postbank tätig, zudem war er bis 2017 Schüler der Fachoberschule Wirtschaft an der Berufsschule Husum. Von 2017 bis 2020 studierte Deckmann Betriebswirtschaftslehre im Bereich Steuern & Rechnungswesen an der Hochschule Flensburg.
Seit 2020 war er angestellt in der Steuerberatung mittelständischer Unternehmen. Er lebt in Husum.

## Politische Tätigkeit
Deckmann ist seit 2016 Beisitzer im Kreisvorstand der CDU Nordfriesland. Von 2016 bis 2018 war er Kreisschatzmeister der Jungen Union Nordfriesland. Zudem fungierte er von 2016 bis 2017 als stellvertretender Ortsvorsitzender der Jungen Union Husum & Umgebung sowie Leiter des Arbeitskreises Wirtschaft, Tourismus & Infrastruktur der Jungen Union Nordfriesland. Danach wurde er Ortsvorsitzender der Jungen Union Husum & Umgebung und hatte diesen Posten bis 2019 inne. Von 2018 bis 2020 war er Landesschatzmeister der Jungen Union Schleswig-Holstein.
Seit 2018 ist Deckmann Kreistagsabgeordneter in Husum und seit 2021 wirtschaftspolitischer Sprecher der CDU-Kreistagsfraktion. Zudem ist er stellvertretender Vorsitzender im Wirtschaftsausschuss und stellvertretendes Mitglied im Finanz- und Bauausschuss. Seit 2018 ist er stellv. Kreisvorsitzender der Jungen Union Nordfriesland.
Bei der Landtagswahl in Schleswig-Holstein 2022 befand er sich auf Platz 47 der Landesliste seiner Partei. Im Wahlkreis Nordfriesland-Süd erreichte er mit 40,4 % der Erststimmen das Direktmandat und zog damit in den Landtag ein.